# چمدان (مجموعه تلویزیونی)
چمدان نام یک مجموعهٔ تلویزیونی به کارگردانی محمدرضا پاسدار است که در سال ۱۳۷۱ تولید و از شبکه ۱ پخش گردید.

## خلاصه داستان
گروهی از دلالان اجناس لوکس، تصمیم دارند با استفاده از خلأ قانونی و موقعیتی خاص که برایشان در سازمان گمرک فراهم آمده است، کالاهای لوکس خارجی را وارد کشور کنند. برای این منظور، آنها تصمیم می‌گیرند تا افراد ساده‌لوح و ناآگاه را اغفال کرده و به بهانهٔ فرستادن آنها به یک سفر خارجی، از گذرنامه‌شان جهت ورود کالا استفاده کنند و بدین ترتیب، ضمن نپرداختن حق گمرک، سود بیشتری نصیبشان شود. در خلال این سفرها، ماجراهای طنزآمیز و جالبی پیش می‌آید که در عین حال برای بیننده، آموزنده و هشداردهنده است.

## بازیگران و عوامل تولید

### بازیگران
- احمد مندوب هاشمی
- عزت‌الله رمضانی‌فر
- محمد شیری
- عباس محبوب
- بهزاد خداویسی
- شراره خشکنابی
- ناصر لقایی

### عوامل تولید
- نویسنده و کارگردان هنری: محمدرضا پاسدار
- کارگردان تلویزیونی: محمود رضایی
- تصویربردار: جواد صفا
- تدوین: معصومه ضیایی
- تهیه‌کننده: محمدرضا پاسدار
- فرمت پرونده: ویدئویی
- مدت زمان: ۱۸۷ دقیقه
- محصول: گروه اقتصاد شبکه ۱
- سال تولید: ۱۳۷۱